# Prosymna angolensis
Prosymna angolensis ist eine kleine Schlangenart aus der Familie Prosymnidae, die südlich der Sahara in Zentralafrika verbreitet ist. Ihr Artname bezieht sich auf das Hauptverbreitungsgebiet in Angola.

## Merkmale
Prosymna angolensis hat eine geringe Körpergröße mit einer scharfkantig geformten Schnauze und verwachsenen Internasalen. Ihre Färbung auf der Oberseite ist ein helles gelbbraun mit einer Reihe paarweiser schwarzer Flecken, welche vom Kopf über den Rücken bis zum Schwanz verlaufen. Einzelne Schlangen weisen fein gesprenkelte oder große schwarze Flecken auf dem Rücken auf. Die Bauchseite und die unteren Flanken sind weiß gefärbt. Die maximale Gesamtlänge der Männchen beträgt 22,5 cm. Die Weibchen werden etwas größer und erreichen eine Gesamtlänge von bis zu 30 cm. Für den Menschen besteht keine Gefahr, da Prosymna angolensis ungiftig ist.

## Lebensweise
Die Art bewohnt trockene Savannengebiete mit lockeren oder sandigen Böden, in die sie sich eingräbt. Beobachtungen in der Kalahari bestätigten eine halbgrabende, überwiegend nachtaktive Schlange. Prosymna angolensis gräbt sich meist unter Baumstämmen, Felsen oder in Laubstreu in den Wüstensand ein. Bei Bedrohung rollt sich Prosymna angolensis zur Verteidigung zusammen und diese Körperhaltung ähnelt der Form einer Uhrfeder.
Die Nahrung besteht ausschließlich aus weichen Eiern anderer Reptilien, die sie mit ihren klingenartigen hinteren Oberkieferzähnen durchbohrt. Ihre Reproduktion ist unbekannt, es wird angenommen das sie wie die anderen Arten der Gattung Prosymna ovipar ist.

## Verbreitungsgebiet
Bekannt sind Vorkommen vom Westen bis in den Südosten von Angola, im Norden von Botswana, im Norden und Nordosten von Namibia, im Westen und Südwesten von Sambia und im Westen von Simbabwe. Das Hauptverbreitungsgebiet befindet sich im südlichen Teil von Angola, wo Prosymna angolensis weit verbreitet ist. Sie besiedelt Lebensräume in Höhenlagen von 150 m, nach anderen Fundorten von 600 m bis 2.000 m. Aufgrund ihrer grabenden Lebensweise ist sie selten anzutreffen. Es ist daher anzunehmen, dass ihre Häufigkeit größer ist als die Anzahl der Sichtungen vermuten lässt.

## Gefährdung
Prosymna angolensis wird von der IUCN mit dem Status  Least Concern (Nicht gefährdet) und einem stabilen Populationstrend eingestuft. Im südlichen Teil von Afrika gilt diese Schlangenart als nicht gefährdet. Es wurden keine spezifischen Bedrohungen gemeldet, welche auf einen signifikanten Rückgang der Population hindeuten. Die Gesamtpopulation von Prosymna angolensis ist nicht signifikant rückläufig und liegt deutlich über dem Schwellenwert für eine Einstufung als gefährdet.
Es wurden keine artspezifischen Schutzmaßnahmen vorgenommen. Sie kommt im Nationalpark Bikuar in Angola und im Etosha-Nationalpark in Namibia vor, in denen sie im Rahmen der Nationalparkgesetze besonders geschützt wird. Weitere Schutzmaßnahmen wurden für diese Schlangenart nicht beschlossen.